# Colungo
Colungo – gmina w Hiszpanii, w prowincji Huesca, w Aragonii, o powierzchni 40,64 km². W 2011 roku gmina liczyła 131 mieszkańców.